# Las Cruces, New Mexico
Las Cruces, còn có biệt danh "The City of the Crosses", là quận lỵ của quận Doña Ana, New Mexico, Hoa Kỳ. Theo điều tra 2010, dân số thành phố là 97.618, và dân số ước tính năm 2015 là 101.643, làm nó trở thành thành phố đông dân thứ hai của bang New Mexico, sau Albuquerque. Las Cruces là thành phố lớn nhất của cả quận Doña Ana và nam New Mexico. Vùng đô thị Las Cruces có dân số ước tính 213.676 năm 2014. Vùng đô thị này gồm toàn quận Doña Ana và một phần của khu vực thống kê hợp nhất El Paso–Las Cruces.